# DR-Baureihe V 15
Die DR-Baureihe V 15 (ab 1970: Baureihe 101) waren Diesellokomotiven der Deutschen Reichsbahn für den leichten Rangierdienst. Die Lokomotiven wurden als V 18 B zudem an Industriebetriebe geliefert. Eine leistungsgesteigerte Version wurde von der Deutschen Reichsbahn als Baureihe V 23 (ab 1970: Baureihe 102.0) in Dienst gestellt.

## Geschichte
Anfang der 1950er-Jahre wurden zur Deckung des kriegsbedingten Lokomotivmangels einige Kleinlokomotiven der Leistungsklasse II (Kö II, Köf II und N 4) neu gebaut. Zudem nahm die Deutsche Reichsbahn eine leichte Rangierdiesellokomotive mit einer Leistung von 110–132 kW (150–180 PS) in ihren Forderungskatalog auf. Diese Maschine sollte die zum Rangieren verwendeten alten Kleinloks und die weitverbreiteten Dampflokomotiven auf den Unterwegsbahnhöfen ersetzen.
Der LKM Babelsberg stellte dazu 1956 eine auf den bekannten Kleinlokomotiven basierende neue 75 kW (100 PS)-Lokomotive mit mechanischer Kraftübertragung, hochliegendem und geschlossenen Führerstand vor. Die als V10B bezeichnete Kleinlok hatte Radsätze mit 900 Millimeter Durchmesser und war für den Betrieb auf Werk- und Anschlussbahnen vorgesehen. Die gezeigte Lokomotive entsprach nicht ganz den Vorstellungen der DR, die noch Veränderungen forderte.

### V 15
1955 lieferte die Industrie eine Baumusterlokomotive (Typenbezeichnung N5) zur Erprobung an die Deutsche Reichsbahn. Diese Lokomotive war wunschgemäß mit einem neu entwickelten Strömungsgetriebe und einem Dieselmotor mit 110 kW (150 PS) ausgerüstet. Die als V 15 101 geführte Maschine wurde nach Abschluss der Erprobungen wegen ihrer abweichenden, niedrigen Rahmenbauweise und dem tiefliegenden Führerstand (ähnlich der LKM N4) nicht von der DR übernommen, sondern an das Institut für Schienenfahrzeuge Berlin-Adlershof (IfS) verkauft.
Die gewonnenen Erfahrungen mündeten 1959/60 schließlich in die Produktion der Nullserie (V 15 1001 bis 1005) und der ersten Kleinserie (V 15 1006 bis 1020) mit 110 kW (150 PS) Motorleistung.
Weitere Serien folgten ab 1960 bereits mit einem 132 kW (180 PS)-Motor als Unterbaureihe V 15.20–21. Auffälligste Änderung war der ab V 15 2026 auf 1000 mm vergrößerte Treibraddurchmesser.
Aufgrund weiterer Messergebnisse und Betriebserfahrungen wurde die Konstruktion noch einmal verändert und nun als V 18 B bezeichnet. Sie wurde auch an Industrie- und Anschlussbahnen geliefert. Die an die Deutsche Reichsbahn gelieferten Fahrzeuge wurden als V 15 2201–2349 nummeriert. Die Lokomotiven bewährten sich allesamt sehr gut und wurden in verschiedenen Baulosen bis 1964 produziert. Von den insgesamt 473 gebauten Lokomotiven gingen auch 50 Stück in den Export.
Nach und nach und während des Umbauprogrammes ab 1975 wurden bei den V 15 verschlissene Dieselmotoren durch das 220-PS-Aggregat der V 23 ersetzt und ein verbessertes Zweiwandler-Strömungsgetriebe GSU 20/4,2 eingebaut. Die Umbauarbeiten erfolgten im zuständigen RAW Halle/Sa. Die so modifizierten Lokomotiven wurden in die Unterbaureihe V 23.0 und damit 101.5–7 eingegliedert. Dabei erfolgte die Nummernvergabe nach Reihenfolge des Umbaus. Die alten Betriebsnummern wurden nicht mehr berücksichtigt.

### V 23
Um den Wunsch nach höherer Traktionsleistung zu erfüllen, entwickelte LKM Babelsberg 1966 eine Lokomotive mit der Werksbezeichnung V 22 B, die wiederum auf der Grundkonzeption des Vorgängermodells basierte. Allerdings erhielten ab 1967 erst Werk- und Anschlussbahnen die mit neuem stärkerem Getriebe und völlig neu konstruiertem 162 kW (220 PS)-Baukastenmotor ausgestattete Lokomotive. Erst 1968 stellte die DR die erste, als V 23 001 bezeichnete Lokomotive der neuen Bauart in Dienst. Die DR beschaffte bis 1970 weitere 79 Lokomotiven (V 23 002 bis 080) von LKM. Weitere Beschaffungen durch die DR erfolgten nicht, weil ab 1970 die neu entwickelte Baureihe 102.1 produziert und in den Bestand eingestellt wurde. Für Industrie- und Werkbahnen wurde die Lok noch bis 1976 gefertigt. Insgesamt sind 671 Lokomotiven des Typs V 22 B gebaut worden, einige auch für den Export.

### Umbau 101.5–7
Zur Leistungssteigerung wurden ab 1972 Lokomotiven der Baureihen 101.0 und 101.1–3 mit dem stärkeren Motor 6KVD18/15-1SRW und dem Strömungsgetriebe GSU 20/4,2 der V 23 versehen. Dafür waren auch andere Anpassungen nötig, wie ein neues Nachwendegetriebe, eine geänderte Luftansaugung und ein neuer Tank. Die Höchstgeschwindigkeit erhöhte sich auf 42 km/h. Insgesamt wurden 225 Lokomotiven umgebaut, sie erhielten die neue Baureihenbezeichnung 101.5–7.

## Konstruktive Merkmale
Die Lokomotiven hatten einen komplett geschweißten Blechinnenrahmen aus 20 mm starken Blechen mit Rahmendeckblech mit Durchlässen für Dieselmotor und Getriebe und verstärkten Kopfpartien mit normalen UIC-Zug- und Stoßvorrichtungen. Der Fahrzeugrahmen stützt sich über Blattfedern und Federspannschrauben auf die beiden gleitgelagerten Radsätze ab.
Im Vorbau sind Kühler, Dieselmotor, Luftverdichter, Kraftstoffbehälter, Sandkästen und der Abgasschalldämpfer untergebracht. Die Luftbehälter sind rechts und links unterhalb des zur Wartung der Maschinenanlage begehbaren Umlaufs verbaut. Die Batteriekästen befinden sich hinter den vorderen Rangiertritten. Ab Baureihe 102.0 wurde ein ölbeheiztes Vorwärmgerät in einem Kasten links unter dem Führerstand verbaut.
Zur Krafterzeugung dient in der ersten Serie der Dieselmotor 6 KVD 18 SRW mit 110 kW bis zur V 15 1020, ab 1960 der gleiche Motor leistungsgesteigert mit 132 kW und Zweistufenregler. Ab 1966 Übergang zum neu konstruierten 6 VD 18/15-1 SRW 1 aus dem Motorenwerk Roßlau. Der Motor ist ein 19-Liter-Sechszylinder-Vorkammerreihenmotor ohne Aufladung und leistet 220 PS (162 kW) bei 1510/min mit Bohrung 150 mm und Hub 180 mm und einem Verstellregler.
Der Kraftfluss erfolgt vom Motor über eine drehelastische Kupplung und eine kurze Gelenkwelle zum Antrieb des Strömungsgetriebes GSR 12/3,7 mit einem Wandler und zwei Kupplungen. Später wurde das Zweiwandlergetriebe GSU 20/4,5 mit Anfahrwandler (bis 16 km/h) und Marschwandler (für 16–40 km/h) eingebaut. Das Umschalten der Getriebe erfolgt selbsttätig, in Abhängigkeit von der Fahrgeschwindigkeit.
An das Strömungsgetriebe ist das Wendegetriebe direkt angeflanscht, das den Wechsel der Fahrtrichtung ermöglicht. Die Wendegetriebe wurden im Laufe der Zeit mehrfach überarbeitet und verbessert. Das Wendegetriebe treibt die Blindwelle direkt an und überträgt das Drehmoment über Kuppelstangen auf die beiden Radsätze. Der Dieselmotor ist über einen Riementrieb direkt mit dem Kühlerlüfter, dem Luftverdichter und der Lichtmaschine verbunden.
Als Bremseinrichtung dient den Loks eine selbsttätige Einkammer-Druckluftbremse  Bauart Knorr und eine nichtselbsttätige, direkt wirkende Zusatzbremse mit Zusatzbremsventilen. Die beiden Radsätze werden einseitig von vorn gebremst. Die mechanische Handbremse wirkt auf das Gestänge der Druckluftbremse. Die Lokomotiven haben eine 24-Volt-Elektroanlage, die aus einer Gleichstromlichtmaschine und Bleiakkumulatoren versorgt wird. Das Anlassen des Dieselmotors erfolgt elektrisch mit einem 15 PS-Anlasser.
Die Lokomotiven sind teilweise mit Sicherheitsfahrschaltung und Rangierfunk ausgerüstet worden.
Als Besonderheit sind einige Lokomotiven des Typs V 22 B, die für den Einsatz bei Anschluss- und Werkbahnen ab 1974 produziert wurden, bereits ab Werk mit einer elektropneumatischen Vielfachsteuerung ausgerüstet gewesen. Sie wurden als V 22 M bezeichnet. Damit konnten zwei Lokomotiven, elektrisch gekuppelt, von einem Führerstand aus gesteuert werden. Dabei war es egal, wie die Lokomotiven zueinander standen. Die Übertragung der Fahr- und Schaltbefehle erfolgte elektrisch, die Betätigung der Aggregate pneumatisch. Die Maschinen besaßen außer der Vielfachsteuereinrichtung eine Hauptluftbehälterleitung und eine automatische Überwachung des Dieselmotors.

## Einsatz
Im Einsatz waren die Lokomotiven auf dem gesamten Streckennetz der Deutschen Reichsbahn anzutreffen. Besonders im leichten Rangierbetrieb auf kleinen Unterwegsbahnhöfen, bei Gleisbau- und in Instandhaltungsbetrieben waren die Maschinen eingesetzt. Viele Lokomotiven dieser Bauart wurden an Werk- und Anschlussbahnen geliefert.
Die Instandhaltung der Lokomotiven erfolgte im damaligen Ausbesserungswerk Halle und in den Heimatdienststellen. Ein weiterer Instandsetzungsbetrieb befand sich in Tharandt, der ausschließlich Werkbahnlokomotiven aufarbeitete.
Bei der Einführung des einheitlichen Baureihenschemas von DR und DB wurden die Lokomotiven der Baureihe 101 ab 1992 als Baureihe 311 eingereiht, die DR-Baureihe 102 wurde zur DB-Baureihe 312 umgezeichnet. Bei den 311.0 handelte es sich um die Vorserienmaschinen mit 110 kW, von denen noch acht Lokomotiven vorhanden waren. Die 24 311.1-Lokomotiven hatten eine Leistung von 132 kW, die 225 Maschinen der Baureihe 311.5 waren mit einer Motorleistung von 162 kW versehen. Die 156 Lokomotiven der Baureihe 312.1 waren wesentlich moderner und unterschieden sich äußerlich deutlich von der Baureihe 311.
Bis Ende 1995 waren alle Lokomotiven der Baureihe 311.0 ausgemustert, bis Ende April 1999 auch die restlichen 311. Bis Ende 2001 waren auch alle Lokomotiven der Baureihe 312 ausgemustert. Einige Maschinen wurden bei der DB noch als Geräte- oder Bahndienstlokomotiven erhalten. Eine relativ große Anzahl verschiedenster Maschinen dieser Bauform waren noch bei Werkbahnen anzutreffen, doch Ersatzteilmangel führte auch hier überwiegend zu Abstellungen. Einige Lokomotiven sind bei Eisenbahnvereinen oder Eisenbahnmuseen (die 102 001–5 (V 23) im DB Museum Halle (Saale)) erhalten. Seit Juni 2017 steht die V 22 des ehemaligen VEB Getreidewirtschaft Gotha auf dem als PIKO-Kreisel bezeichneten Kreisverkehr an der Zufahrt zum Firmengelände der Piko Spielwaren GmbH in Sonneberg.
Die 312 047 ist bei der Buckower Kleinbahn erhalten.

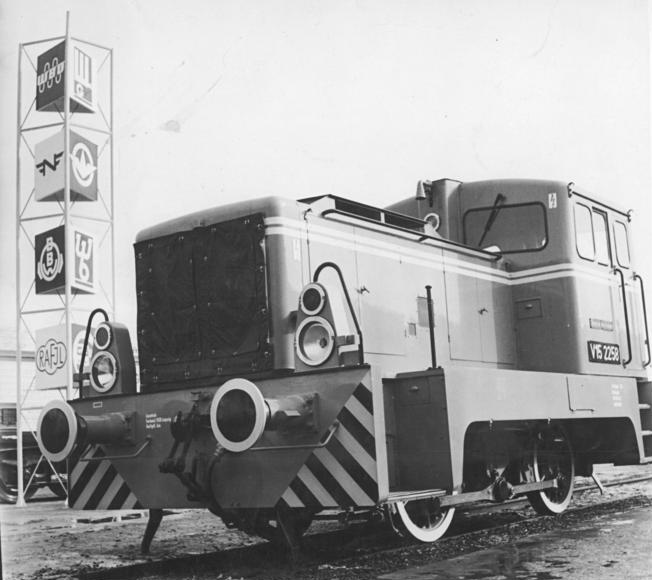
V 15 2258 auf der Leipziger Frühjahrsmesse 1963
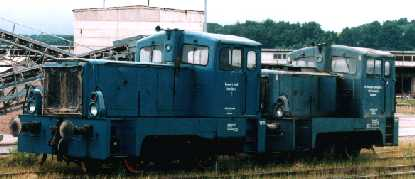
Loks der Baureihen V 23 (vorne) und V 15 bei einer Werkbahn
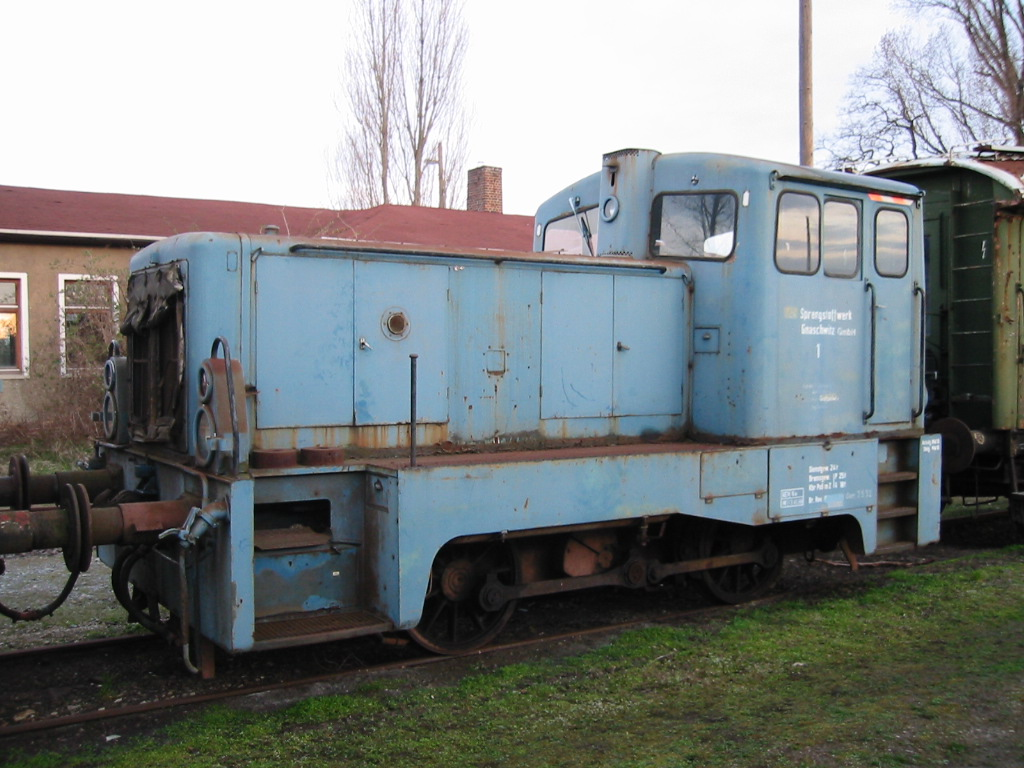
Lokomotive V 23 mit Vielfachsteuerung in Staßfurt
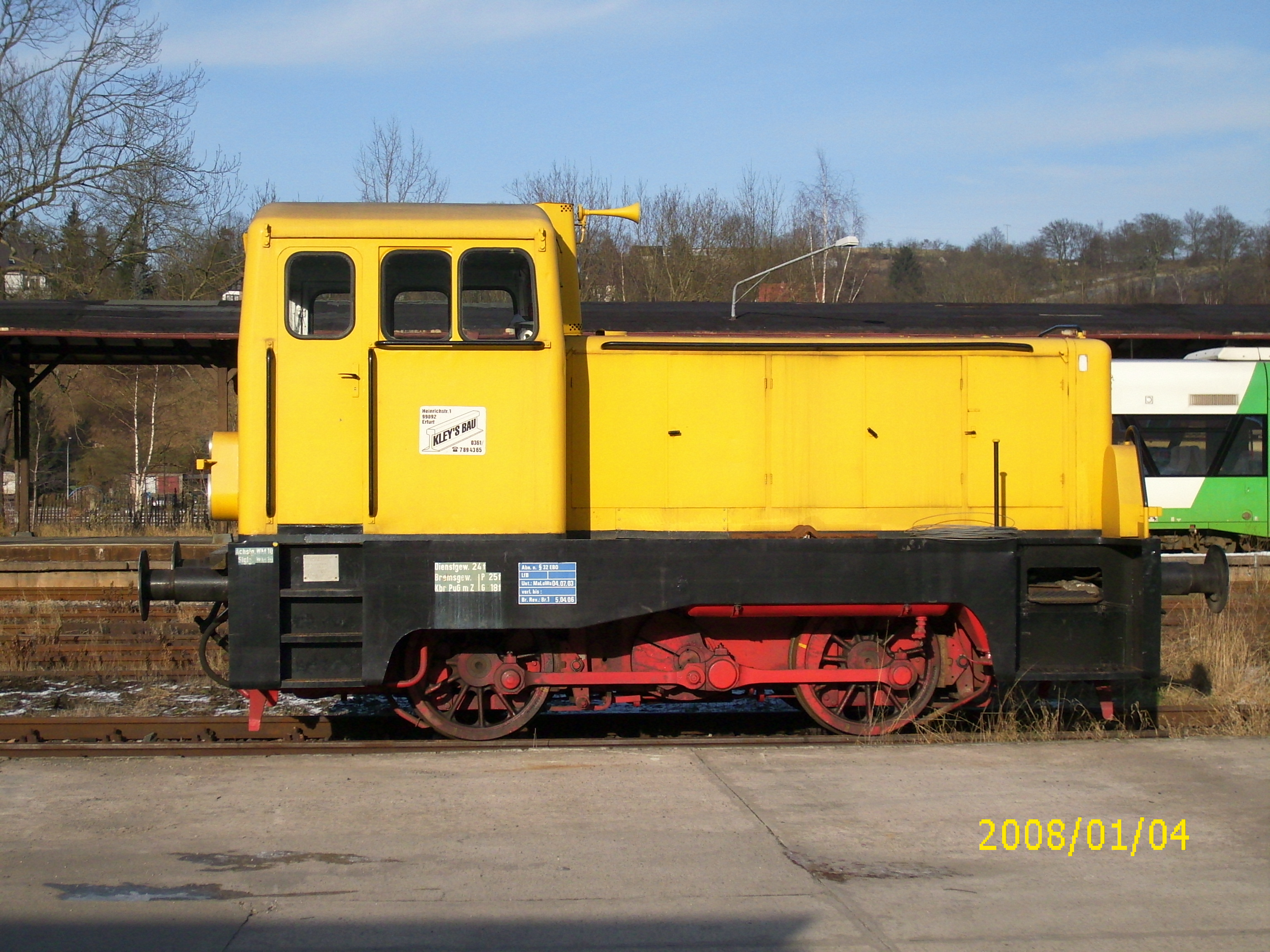
V 23 der Firma Kley´s Bau
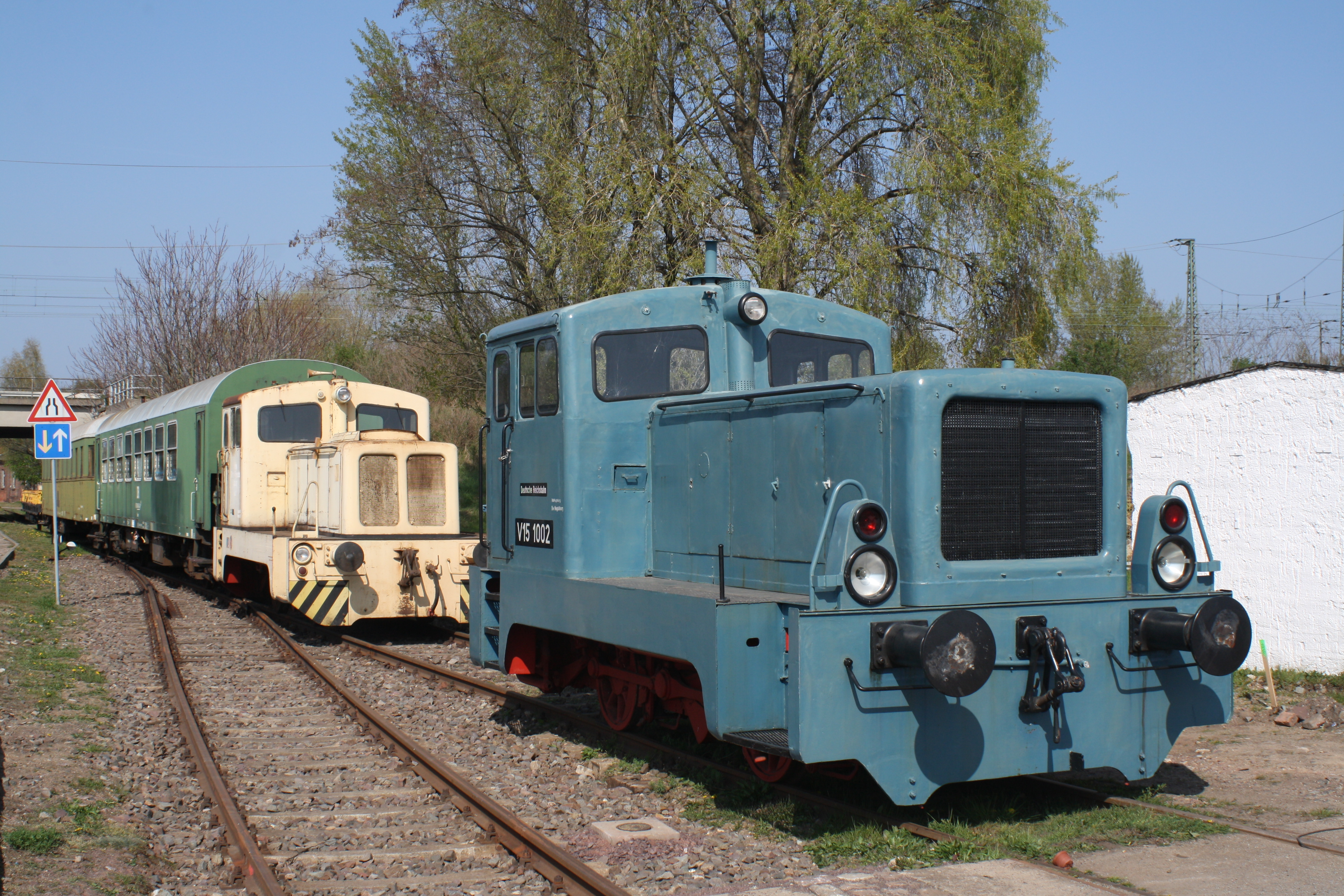
Loks der Baureihen V 15 (vorne) und V 10 B (hinten) der Magdeburger Eisenbahnfreunde e. V.
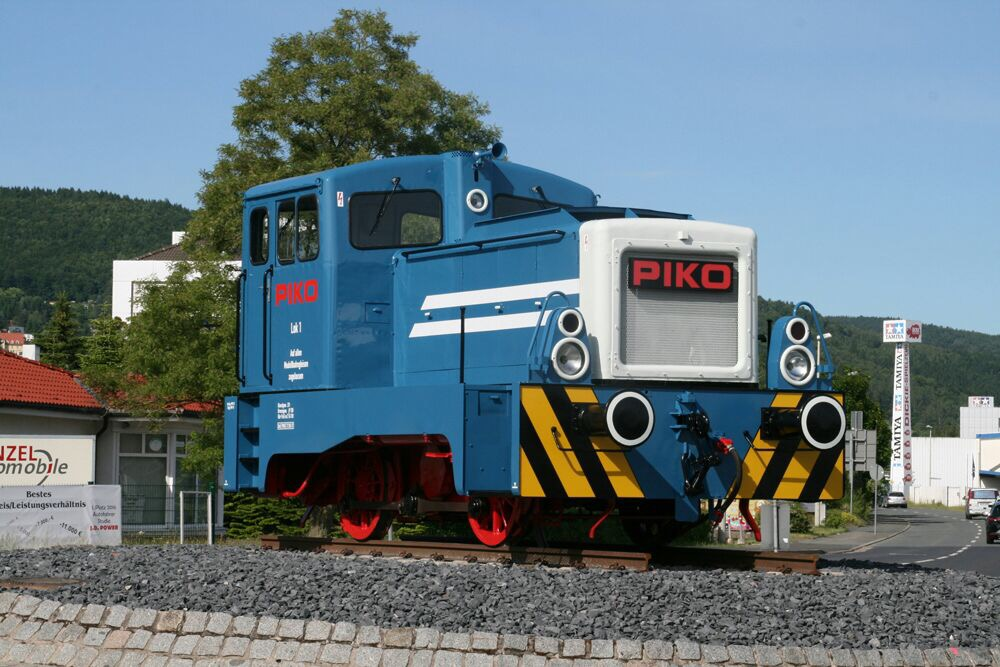
V 22 auf dem PIKO-Kreisel in Sonneberg
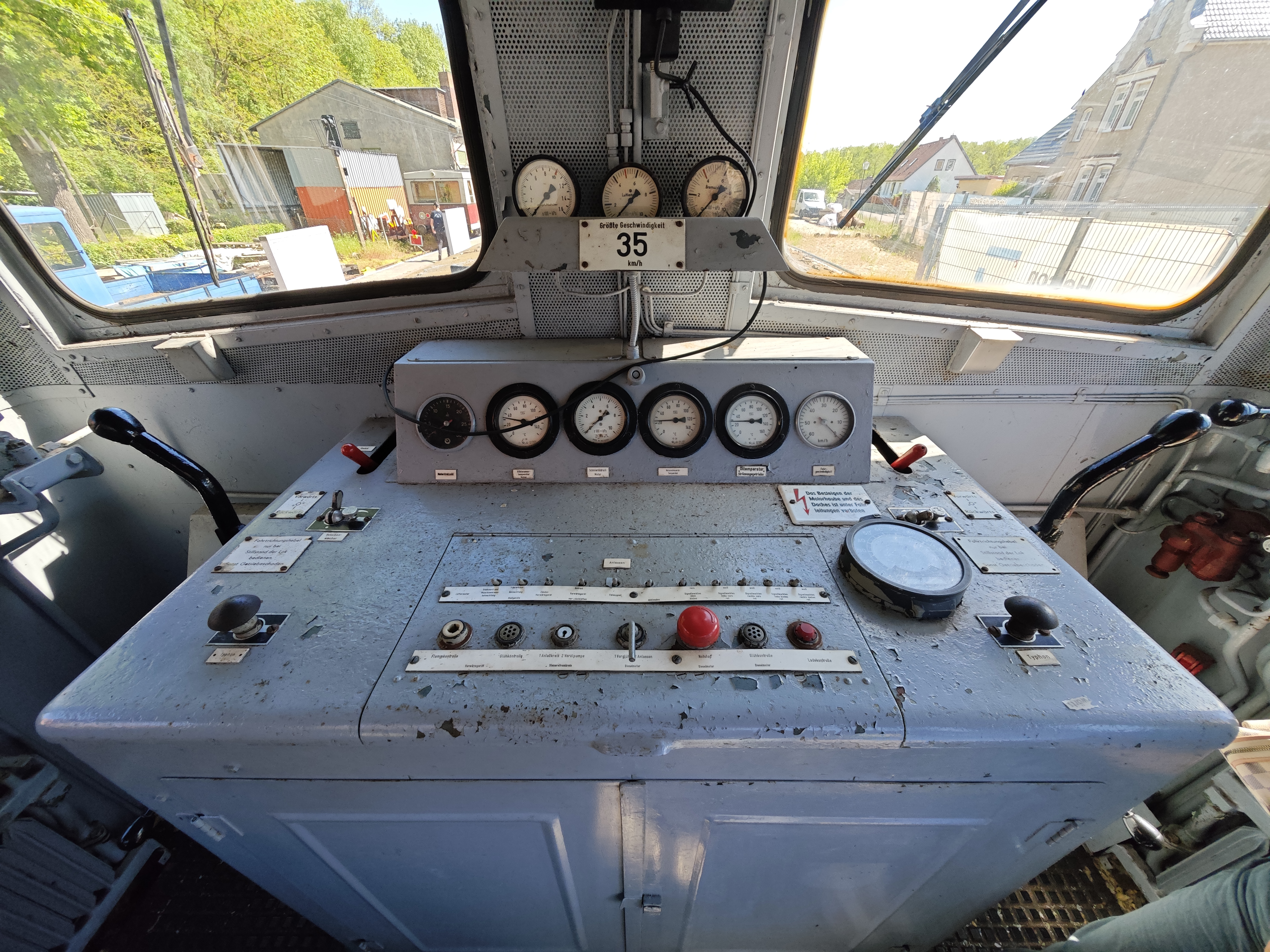
Führerstand der 312 047 bei der Buckower Kleinbahn